# Латгале (Рига)
Ла́тгале, или Латгальский район (латыш. Latgales apkaime) — исторический район Риги, входящий в состав Латгальского предместья. Расположен вдоль правого берега Даугавы, прилегая к Старому городу с юго-востока. Граничит также с микрорайонами Центр, Авоты, Дарзциемс и Кенгарагс.
До мая 2024 года официально назывался Московский форштадт (латыш. Maskavas forštate; разговорное название — Маскачка), но решением Комиссии по топонимике и названиям городских объектов департамента развития города Риги район был переименован.

## История

### Начальный этап развития
Район известен с начала XVII века как место, где селились преимущественно русские купцы и ремесленники. Первоначально был застроен деревянными домами, которые сжигались и разорялись всякий раз, когда неприятель подходил к городу; при этом жители форштадта имели возможность укрыться за крепостной оборонительной стеной, опоясывавшей центр города.
В течение нескольких столетий эта территория выполняла функцию торгово-ремесленного складского комплекса, который в средневековой Риге получил название Ластадия (от нем. die Last — ноша, тяжесть, также название популярной в среде ганзейского купечества средневековой меры веса (ласт)). В исторических источниках топоним Ластадия впервые упоминается в 1348 году. Ластадия занимала территорию набережной Даугавы вдоль городского оборонительного рва (в этом месте в современной Риге начинается улица Ластадияс). Помимо разнообразных складских помещений, в Ластадии находилось несколько жилых домов, а также канатная мастерская, основанная в 1377 году, и судоверфь, функционировавшая с 1422 года.
В то же время представляется возможным говорить о более раннем упоминании этой территории в 1240 году под названием Рижского острова (немецкий вариант Rigeholm), а «статус» острова был обусловлен существованием ещё не засорившегося рукава Даугавы, Спекупе (Сальной реки), которая отделяла эту местность от «материковой» Риги. В состав этого района входили складские поля, находившиеся долгое время под юрисдикцией главного религиозного органа власти в региональном масштабе — Домского капитула, а также мельница, которая долгое время служила крепостью для рыцарей ордена Меченосцев. Эту мельницу орденские строители возвели ещё в 1208 году, она располагалась также в районе современной городской набережной (или в районе Краста), а названа она была в честь второго по счёту рижского епископа Бертольда (посланника Иннокентия III), убитого в сражении с ливами у горы Куббе.
Район Ластадии часто затапливался в ходе весенних паводков, поэтому он считался неблагонадёжным для проживания людей. В основном рельеф местности был холмистым, а в XIV—XV веках дамб ещё не существовало, поэтому было сложно уберечься от частых наводнений и разливов рек Даугавы, Риги и Спекупе, каждая из которых оказывала непосредственное влияние на состояние местности. Этот фактор и послужил причиной того, что жители предместья, едва заселив его, принялись за сооружение защитной дамбы вдоль Даугавы. Таковая была готова к началу XVII века, и она защищала правый берег реки от весенних разливов. В современной Риге эта дамба (получившая название дамба Инча или дамба Яня) трансформировалась в улицу Ластадияс. В то же время известно, что дамба Яня не всегда могла защитить район от паводков. Серьёзные наводнения происходили в 1649 и 1744 годах, существенно повредив имущество жителей района. Наводнение 1744 года причинило особо тяжкий ущерб: по свидетельству современника, «перелившаяся через дамбу вода повредила около 200 домов, утопила свыше тысячи свиней, разрушила часть песчаных холмов…».
Другой серьёзной проблемой района были пожары. Впервые за свою историю район пострадал от пламени пожара в 1559 году, в самом начале изнурительной Ливонской войны, когда орденская армия под руководством магистра Готхарда Кеттлера решила спасти Ригу от русских войск, которые по-настоящему даже не успели осадить город, и обратилась к поджогу — приёму, который в данном случае был продиктован потребностями военной стратегии. После того как дома вновь были отстроены из дерева (каменные постройки на территории средневековых форштадтов были запрещены), через полвека снова последовал опустошительный пожар. На сей раз в 1601 году, сразу после начала польско-шведской кампании, в которой целью поляков было удержать стратегически важные позиции в Прибалтике, завоёванные по итогам войны за ливонское наследство, а целью шведов было отторжение прибалтийских территорий от польского короля. Предместья были сожжены по распоряжению польского наместника Яна Радзивилла, которое было довольно логичным в сложившейся ситуации.

### Развитие предместья в XVII веке

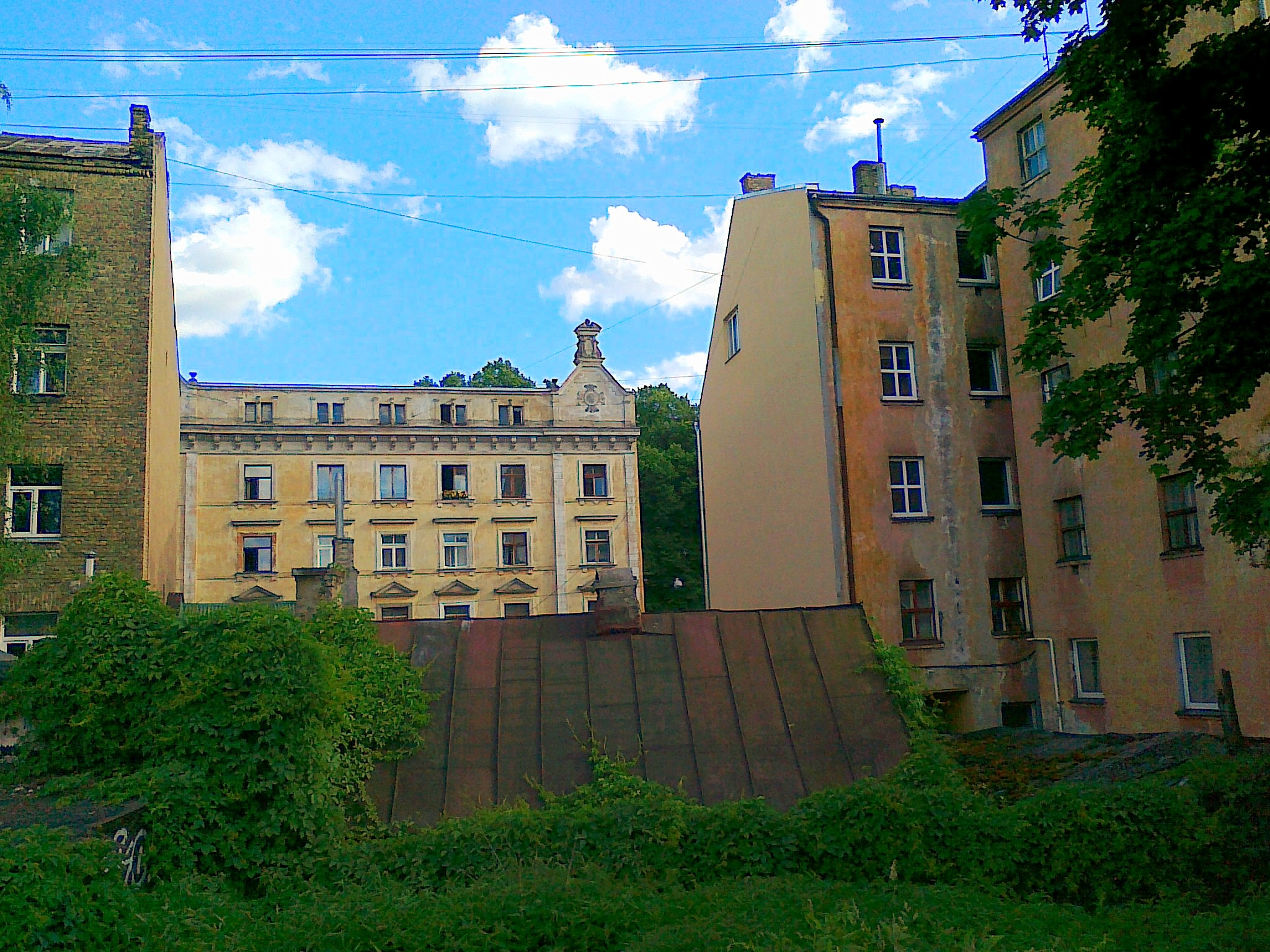
Двор на улице Калупес

Общий уровень безопасности жизни в форштадте был существенно повышен после 1641 года, когда шведский военный инженер Ротенбург предпринял серьёзную реформу предместных укреплений (им, в частности, был создан ров Ротенбурга). Для защиты района от угроз со стороны Даугавы и от войск неприятеля, который мог воспользоваться захваченными форштадтами как форпостом для атаки на каменную крепость, Ротенбург опоясал город тугим и прочным кольцом из 12 бастионов.
В 1642 году форштадт стал служить «резиденцией» русского подворья Риги (предыдущий участок, «русская деревня», располагавшаяся на территории Внутренней Риги (Старого города), утратил своё значение по причине узости пространства и по политическим соображениям). Многие русские купцы основали свои меняльные столы на территории набережной, которая ещё с незапамятных времён была отдана на откуп складовщикам и грузчикам. 
Во второй половине XVII века на территории предместья начали селиться семьи старообрядцев, бежавших из Московского царства от преследований со стороны никонианцев.
В 1682 году была основана элементарная школа Иисуса, иначе именуемая школой Ластадии.

### Екатерининская реформа рижских предместий
Официально внекрепостная Рига (которую также обозначали как Внешнюю Ригу, в противопоставлении Внутренней Риге внутри крепости) была разделена на три равноправных предместья-форштадта только при Екатерине II в 1784 году, что было непосредственно связано с рядом прогрессивных реформ по уравнению жителей «пригородов» и городского центра. Приблизительно в этот же период российская императрица приняла непростое в политическом контексте региона решение об окончательной ликвидации рижского рата и введении новой структуры регионального управления. В состав Московского предместья (полноправный год рождения которого всё же 1784) вошёл сектор бывшей Ластадии и вся застроенная территория вплоть до Лубанской дороги.
На рубеже XVIII-XIX веков на территории микрорайона проживали следующие категории населения Риги: подённые рабочие, рабочие мануфактурно-фабричного сектора, малоимущие городские обыватели, чаще всего выходцы из мещанского сословия, крепостные крестьяне, получившие милость в виде отпуска на вольные заработки в город, русские домовладельцы, которые в основном подвизались на ниве мелкой розничной торговли, небогатые русские ремесленники, а также незначительное число ремесленников-евреев.

### Рижский пожар в ходе Отечественной войны

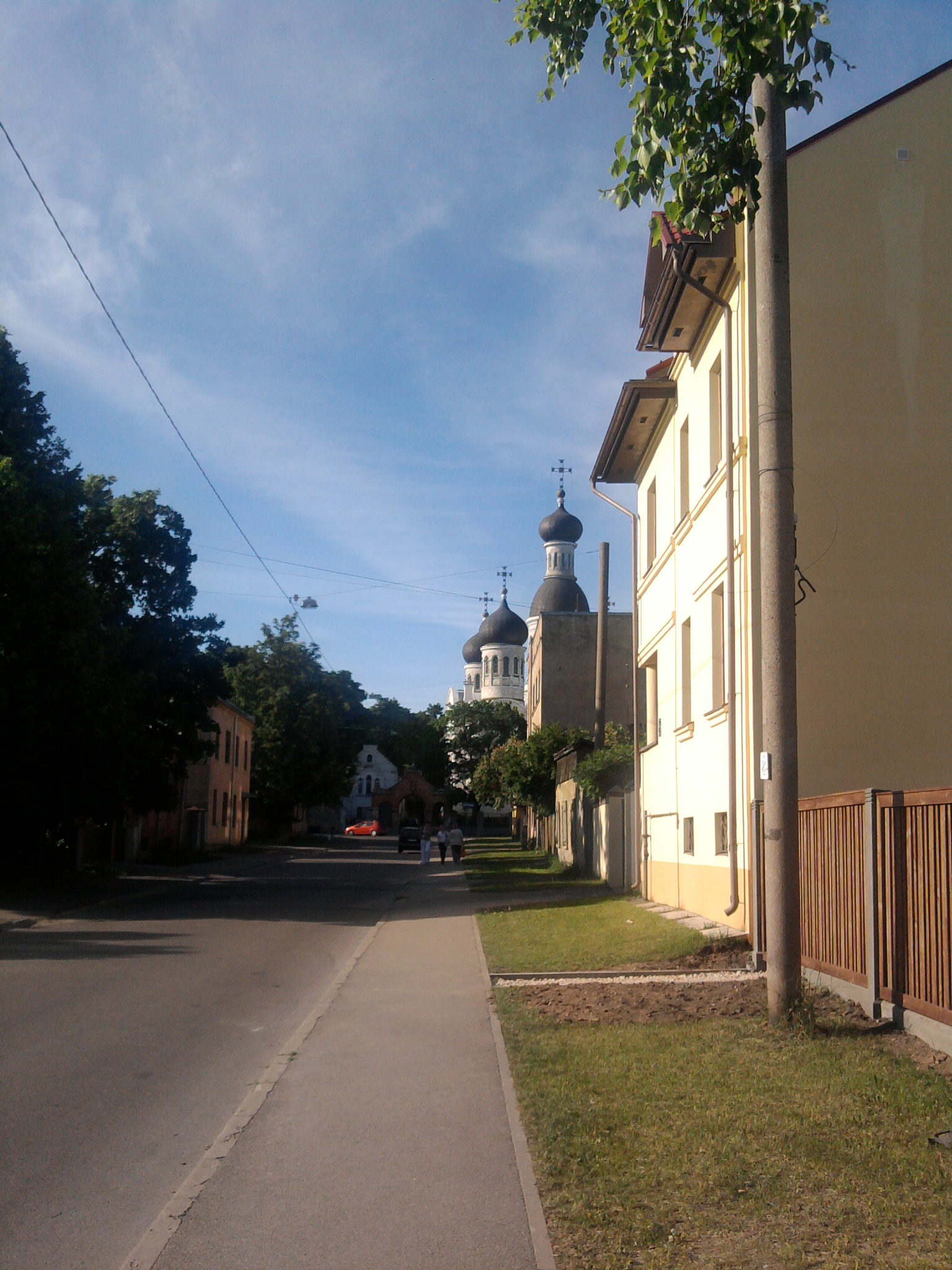
Улица Маза Кална

Пожар 1812 года, пожалуй, можно смело считать самым опустошительным за всю историю форштадта и Риги целом, произошёл именно по причине введения в действие общепринятой системы тревоги. Тогда в составе наполеоновской «двунадесятиязыкой» армии действовал передовой ударный 10-й пехотный корпус под командованием Жака Этьена Макдональда, перед которым была чётко поставлена задача взять город.
В конце первой декады июля, в ходе паники, охватившей городское население, генерал-губернатор города Магнус Густав Эссен принял опасное с политической точки зрения, но, возможно, стратегически верное решение о сожжении деревянных построек предместий Риги. Эссену пришлось опираться на неверные данные, полученные посланными на разведку лазутчиками, и эта разведывательная неточность стоила Риге, по общепринятым данным, 782 зданий и сооружений разной функциональной направленности во всех предместьях. Тем не менее, не все дома форштадта пострадали в пламени пожара, так как продвижению огня препятствовал ров Ротенбурга.
Московский форштадт отстраивали заново уже во времена нового генерал-губернатора Риги Филиппа Осиповича Паулуччи, который разработал систему новых предместий. В ходе восстановления городских предместий начинается прокладка новых улиц — в этот период «рождается» Московская улица, которая контурно повторяет направление старой защитной городской дамбы. К ближней границе форштадта вырастали двухэтажные строения, в которых проживали купеческие семьи среднего уровня зажиточности (район нынешней улицы Вилхелма Пурвиша), а также работники первого в Риге предприятия по обработке металла, которое открылось здесь в 1785 году.

### Особенности культуры и быта русской Риги
Многие путешественники с российской стороны, навещавшие столицу Лифляндии, дружно отмечали особенности русского предпринимательства и образа жизни в Московском форштадте. Отдельный пассаж из заметок одного из московских путешественников можно привести с целью характеристики личности рижского русского купца со стороны: «Рижский купец — совсем особый тип. Это не Кит Китыч и не тот современный московский купец новейшей формации, который вкусил опереточных прелестей в загородных театрах. Здешний русский купец ведёт свой корень, надо думать, от новгородца, воспринявшего, как это и не могло быть иначе, много немецких культурных черт, но и переработавший их по-своему, сообразно со своим собственным народным складом. В результате получился тип, отличительными свойствами которого являются значительная нравственная самостоятельность, стойкость, самоуважение и полное отсутствие той суетливой угодливости, которая свойственна многим даже из нашего брата: их не заставишь быть на побегушках, они знают себе цену и с достоинством, но по-своему, представляют здесь коренное русское население».
В первой половине XIX века культурные традиции русских купцов начали развиваться интенсивнее по мере роста финансового благополучия его жителей, а также налицо было стремление населения Московского форштадта к меценатству, что способствовало культурному развитию предместья. В результате высокой активности жертвователей строились богоугодные заведения, новые здания церквей, создавались декоративные сооружения, выполнявшие функцию эстетического воздействия. Естественно, история Московского форштадта трудно представить себе без староверов, населявших предместье буквально с момента церковного раскола — стоит упомянуть известное в Латвии здание Гребенщиковской старообрядческой общины, самой многочисленной общины староверов на территории Европы.
Также следует отметить важную роль русских огородников, которые выращивали овощи на территории улицы Романовской (ныне Лачплеша) с 40-х — 50-х годов XIX века до начала XX века — и снабжали этим весьма конкурентоспособным натуральным продуктом некоторую часть потребителей в ближнем зарубежье. На огородничестве (традиционном роде деятельности, издавна отданном на откуп русскому населению края) и меняльном деле заработали свои капиталы такие известные рижские русские купеческие фамилии, как Курмановы, Кузубовы, Поповы, Камарины, Смирновы. Торговля зерном, льном, пенькой помогла заработать состояние купцам Мухиным, Одоевцевым, Климовым, Курочкиным, Старогиным.
Также создавались другие крупные предприятия, слава которых без преувеличения гремела на всю Российскую империю. В числе таковых можно назвать рижскую фарфоровую фабрику Сидора Кузнецова, основанную в 1841 году — впоследствии «кузнецовка» стала самым крупным предприятием в империи по производству фарфоровых изделий. В 1859 году в общей сложности на территории предместья действовали 15 предприятий разной величины, на которых было занято 546 рабочих (не считая многочисленных торговых заведений района).

### Включение в состав города
Официально все три предместья вошли в состав города после сноса городских укреплений согласно условиям Парижского мирного договора. Ликвидация оборонительных сооружений Риги (1856—1863 гг.) существенно повлияла на темпы экономического роста, который наблюдался в Прибалтике вплоть до начала Первой мировой войны.
Московское, Петербургское и Митавское предместья «прописались» в черте города с 1857 года. Правила застройки предместий разработал Александр Аркадьевич Суворов, и он же поспособствовал строительству архитектурной доминанты — Красных амбаров, которые в настоящий момент являются архитектурной достопримечательностью форштадта.

### Рижское гетто

В музее Рижского гетто

После того как балтийские республики в 1941 году были заняты германской армией и был образован Рейхскомиссариат Остланд, его администрация приняла решение о создании Рижского гетто. Оно размещалось на территории, входившей в состав Московского предместья. Границами гетто были определены следующие улицы: улица Московская (Маскавас) — улица Витебская (Ерсикас) — улица Еврейская (Эбрею) — улица Ликснас — улица Лаувас — улица Лиела Кална — улица Киевская (Католю) — улица Екабпилс — улица Лачплеша.
В Рижское гетто, огороженное колючей проволокой (в нескольких местах её было несколько рядов), переселили еврейское население со всего города.
Всего в нём содержались под круглосуточной охраной более 32000 человек. Судьба людей, помещённых в гетто, сложилась трагически — печально известно место массового убийства у железнодорожной станции Румбула (погибло около 30000 человек) и в Бикерниекском лесу (было расстреляно около 46000 человек).
В настоящий момент в том месте Московского форштадта, откуда начиналась территория Рижского гетто[уточнить], установлен памятник (равно как и на месте Большой хоральной синагоги, сожжённой 4 июля 1941 года в рамках показательной карательной акции). В сентябре 2010 года на улице Маскавас открыт музей Рижского гетто.

## Достопримечательности

### Сохранившиеся
- Район Красных амбаров — строительство которых велось с 1861 года до середины 1880-х годов. Многие из них принадлежали представителям русского купечества (в частности, Кузьме Ивановичу Мухину, прославившемуся благодаря качеству продукции из пеньки) и были построены ведущими мастерами архитектуры города: Рейнгольдтом Шмелингом, Генрихом Гессе, Фридрихом Шеелем, Карлом Фельско. В настоящий момент 14 Красных амбаров функционируют очень разнообразно.

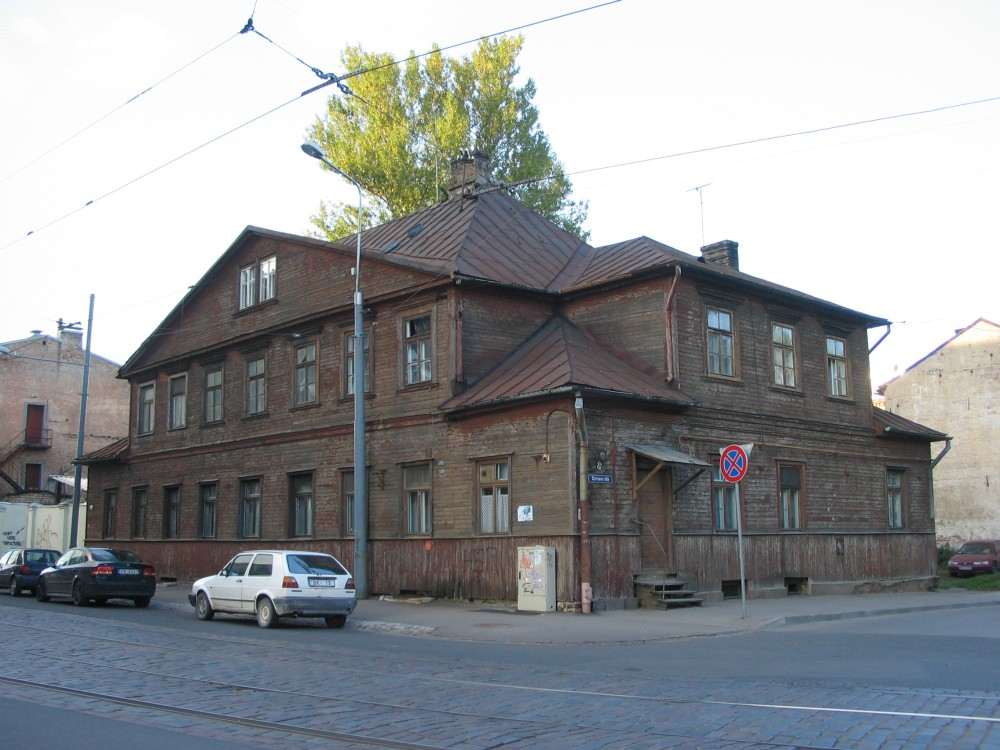
ул. Маскавас, 23

- Таверна «Волга» — Маскавас, 23. Её владельцем была семья Тарасовых, главой которой был предприниматель Константин Тарасов. Любимый рижский трактир Шаляпина, Комиссаржевской, Михаила Фокина. Это место очень любили Пётр Пильский, Генрих Гроссен, Борис Шалфеев. Сохранилось деревянное здание этого популярного в первой половине прошлого века питейного заведения.

- Церковь Михаила Архангела — православная церковь, освящённая в 1837 году в доме русского купца Пушкова, была единоверческой старообрядческой церковью. В 1895 году для церкви отстроили самостоятельное здание (ул. Маскавас, 170).

- Храм Рижской Гребенщиковской старообрядческой общины — находится по адресу: улица Гребенщикова, 4. Община и улица носят имя торговца, предпринимателя и известного мецената Гребенщикова, который в ещё 60-е годы XVIII века открыл собственную богадельню. Старообрядческий приход построил это здание в 1814 году на месте сгоревшего в Рижском пожаре 1812 года. Позднее, в 1860-е и 1880-е годы здание достраивалось и дополнялось новыми архитектурными деталями (в 1883 году, например, Рейнгольд Шмелинг пристроил каменную ограду, а в 1887 году её продлили до Огрской улицы). Стиль храма Гребенщиковской общины — эклектичный, на основе византийского архитектурного канона, а колокольня с позолоченным куполом, построенная в 1904-1905 гг. представляет собой редкий для Латвии в целом образец клерикального модерна. В комнатах общежития и библиотеке общины хранятся редкие книги и рукописи XV—XIX веков.

- Церковь Благовещения Богородицы — построена в 1816 г. в форме ковчега (в соответствии с каноном православного религиозного зодчества). В церкви крестили Ирину Одоевцеву и Веру Мухину. Сначала церковь получила название в честь покровителя торгового сословия святого Николая (её первоначально название — Никольская), но позже в разговорной речи большую популярность приобрело название по центральному приделу[источник не указан 4643 дня] в честь Благовещения, которое и прижилось. В настоящий момент в церкви хранятся редкие книги и иконы, а также старейший в Латвии православный иконостас (1859 год).

- Церковь Иисуса — одно из редких зданий в Риге в стиле ампир, крупнейшая в Латвии деревянная постройка в этом стиле. Здание построено известным зодчим-классицистом Христианом Фридрихом Брейткрейцем в 1818—1822 годах на специальной площадке восьмиугольной формы, созданной в 1815 году в рамках проекта восстановления рижских предместий под руководством Паулуччи (см. аналогичную восьмигранную платформу у Старой Гертрудинской церкви).

- Здание Академии наук Латвии построено в 1958 году, является образцом архитектуры «сталинских высоток». Является первым высотным зданием в Советском Союзе, при строительстве которого были использованы сборные железобетонные конструкции. На шпиле Академии в советские времена красовалась звезда, которая позже была снята. Архитекторы О. Тилманис, К. Плуксне и В. Апситис работали над максимальной адаптацией высотки к местным урбанистическим реалиям (шпилям средневековых церквей Старого города).

- Улица Вилхелмса Пурвитиса 23/25 — бывший дом русской купеческой семьи Мухиных, где родилась и провела первые годы скульптор Вера Игнатьевна Мухина. Справа от дома высится каштан, который помнит маленькую Веру.

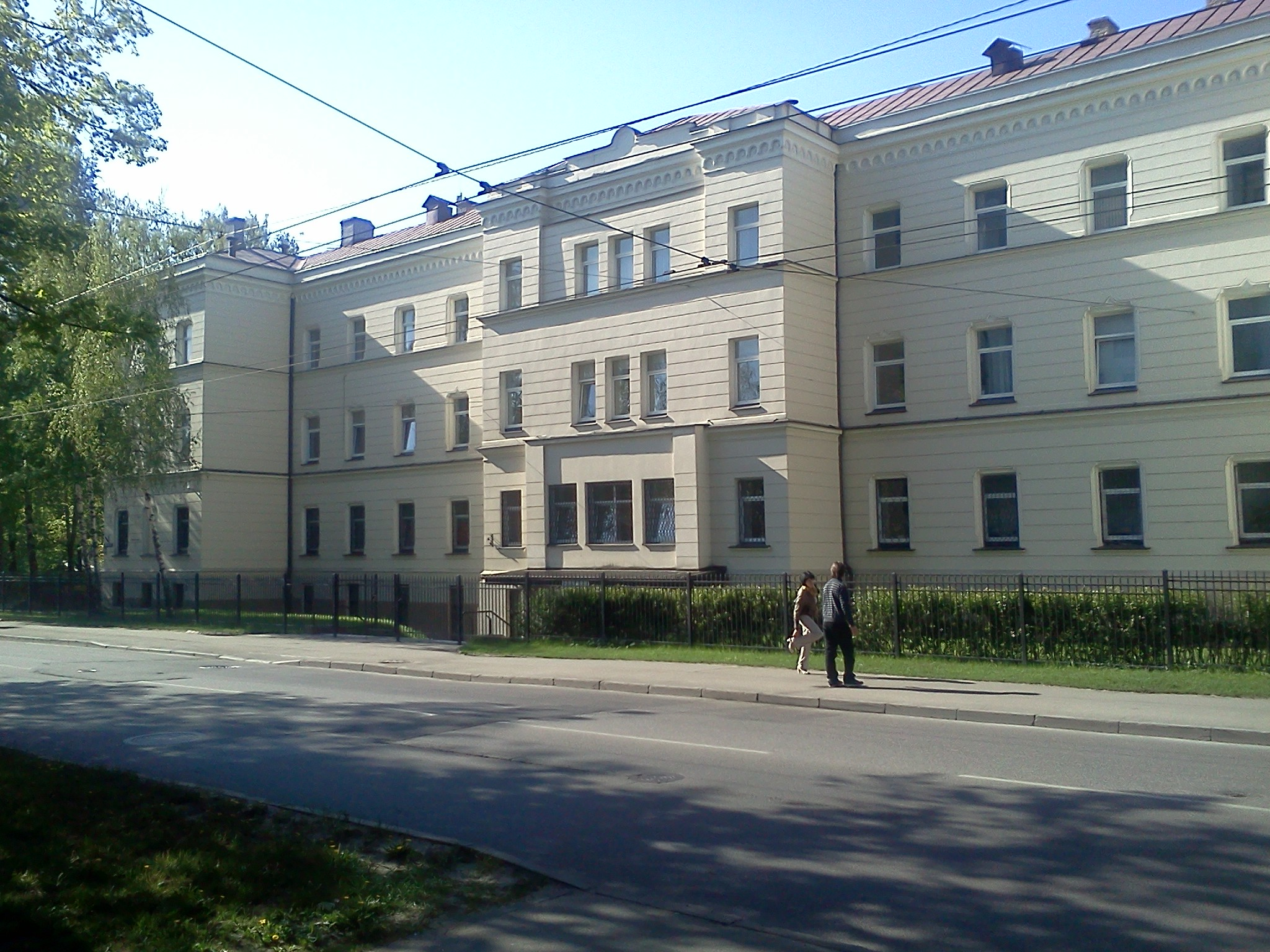
ул. Фирса Садовникова, 20

- Дом № 20 по улице Фирса Садовникова — бывшая богадельня Садовникова. Фирс Садовников составил завещание, согласно которому следовало «соорудить каменную богадельню для бедных, … школу для приходящих бедных детей и церковь во имя священномученика Фирса», при условии «когда составится из процентов капитал». В 1876 году подошёл срок, и этот пункт завещания был послушно исполнен. Богадельня работала до 1940 года, а в советское время и теперь в здании работают различные медицинские учреждения.

Всего в Московском форштадте пять православных храмов (в их числе выделяется храм Иоанна Предтечи), старообрядческая моленная, католическая, лютеранская (Церковь Иисуса) и армянская (Церковь Святого Григория Просветителя) церкви. Есть немало благоустроенных скверов, парков.

### Утраченные
- Двинский вокзал — был построен в 1861 году, торжественно открыт А. А. Суворовым, который копнул землю серебряной лопаткой — она является почётным экспонатом Музея истории Риги и мореходства. Возле вокзала была построена церковь, посвящённая чудесному спасению императорской семьи Александра Третьего после крушения поезда. Часовня была взорвана в 1925 году, вокзал снесён в середине 1960-х годов, а на его месте построен современный Центральный вокзал.

- Екатерининское уездное женское училище — открыто в 1789 году, старейшее учебное заведение на русском языке на территории края. Здание, первоначально располагавшееся на перекрёстке Тургеневской и Гоголевской (ныне угол улиц Пурвитиса и Эмилии Беньямин, на месте Второго городского полицейского участка напротив церкви Благовещения Богородицы) до наших дней не сохранилось.

- Красная горка — перекрёсток Витебской (Ерсикас) и Московской улицы, на котором в 1870-е годы располагался Красногорский рынок. До наших дней удалось дожить единственному павильону, который был воздвигнут в межвоенный период, когда рынок назывался Латгальским.

- Рижский гостиный двор — ещё до периода наполеоновского нашествия 1812 года в Московском форштадте был построен довольно крупный торговый комплекс, который был известен весь девятнадцатый век под названием Гостиного двора. Автором здания был петербургский архитектор Стасов, а сам двор был выстроен с широким применением приёмов ампира. В этом стиле в современной Риге сохранилось лишь одно здание — лютеранской церкви Иисуса, а Гостиный двор не дожил до наших дней, так как обветшалую постройку решено было предать сносу для строительства на этом месте Дома Колхозника в 1959 году.

## Известные жители форштадта
- Вера Игнатьевна Мухина (1889—1953) — советский скульптор, основательница соцреалистического направления в советской скульптуре.
- Ирина Одоевцева (1895—1990) — поэтесса, деятель литературной эмиграции, автор мемуаров.
- Фирс Садовников (1789—1853) — меценат, почётный гражданин Риги и Санкт-Петербурга.

## Галерея

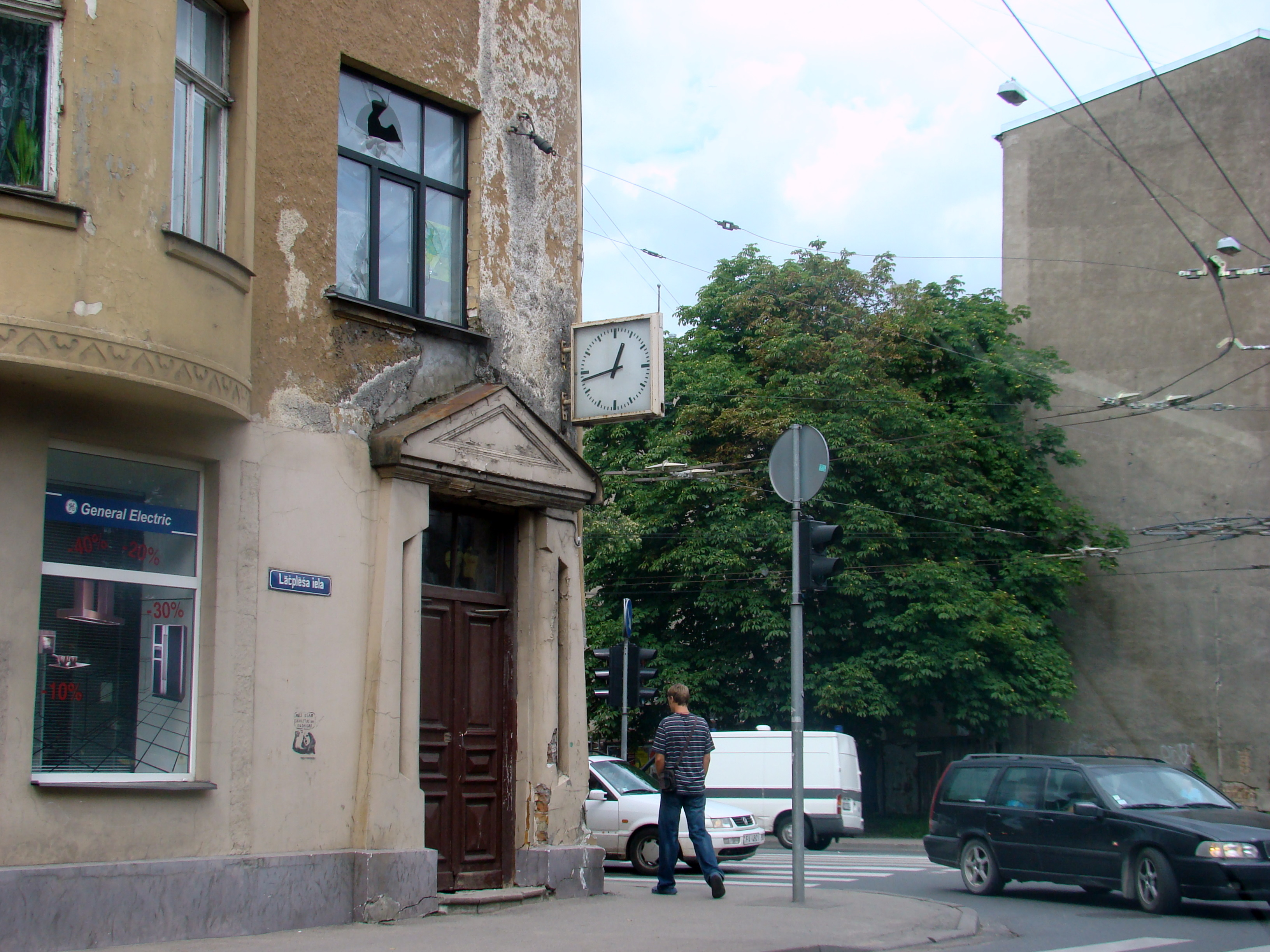
Перекрёсток улиц Лачплеша и Гоголя
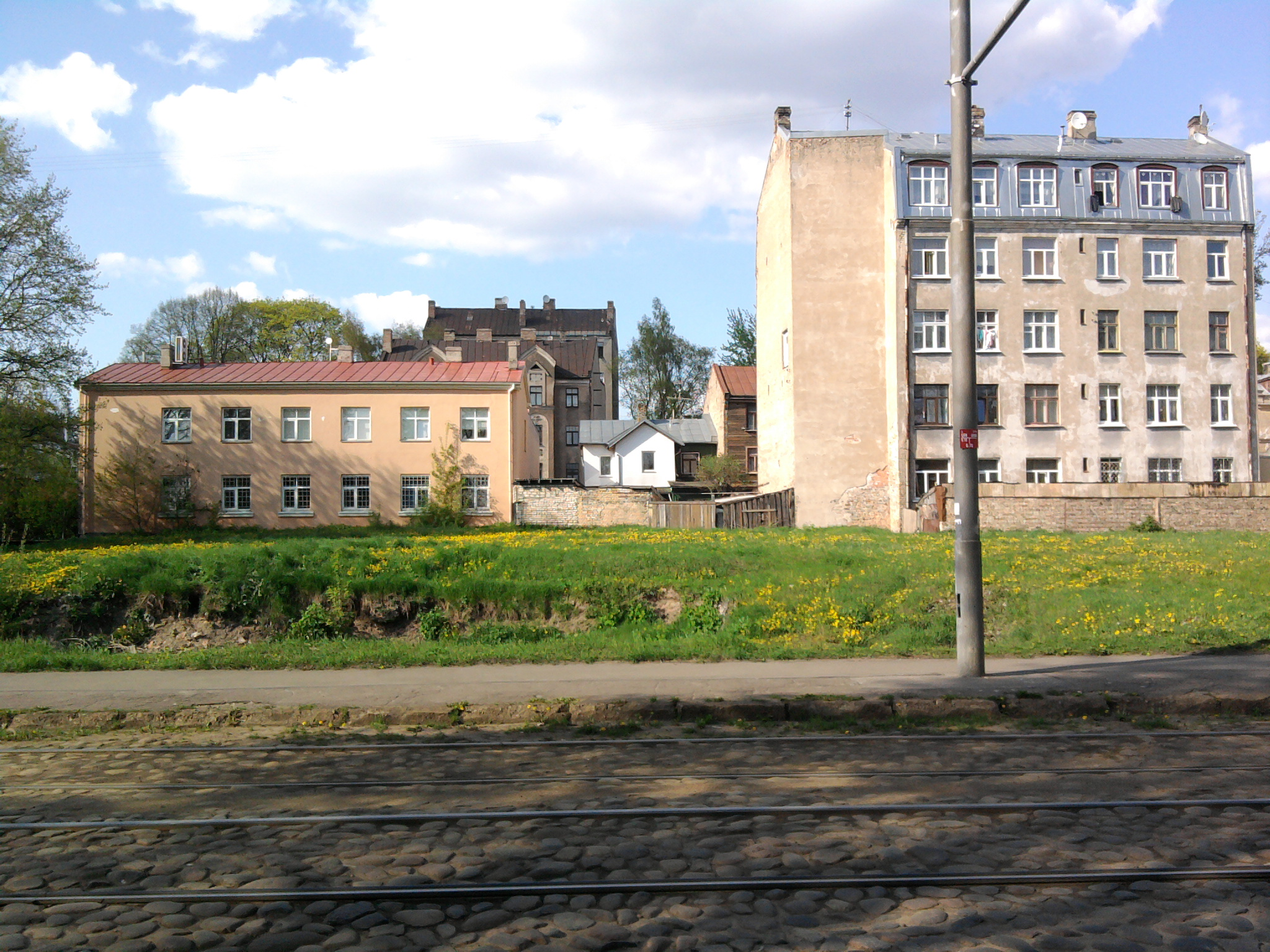
Московская улица в мае 2010 года
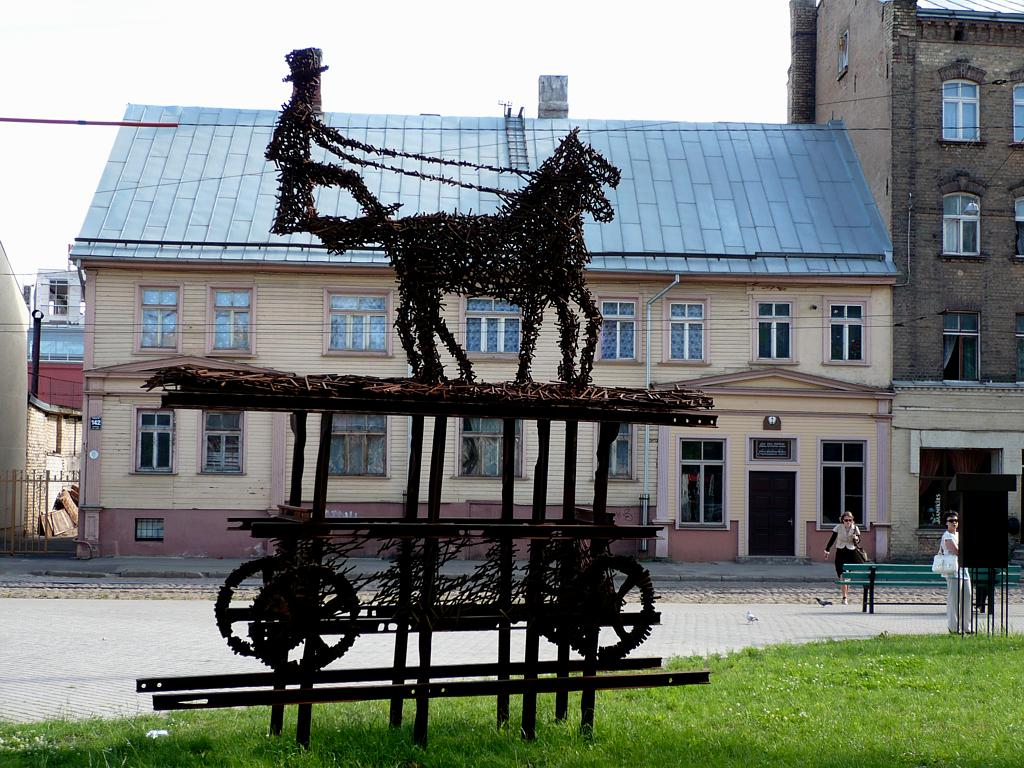
Памятник конному трамваю
Новое здание на улице Католю
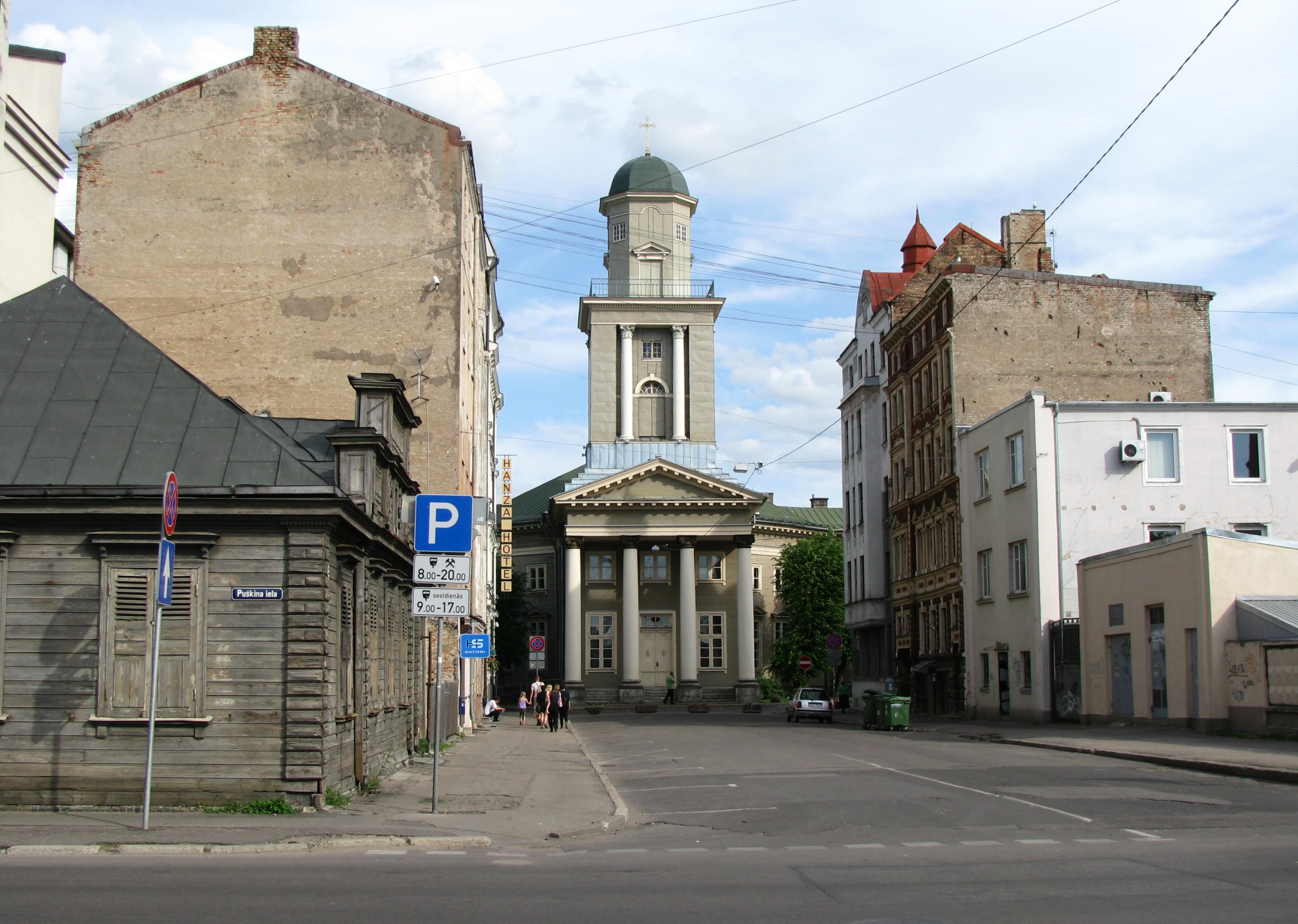
Евангелическо-лютеранская церковь Иисуса
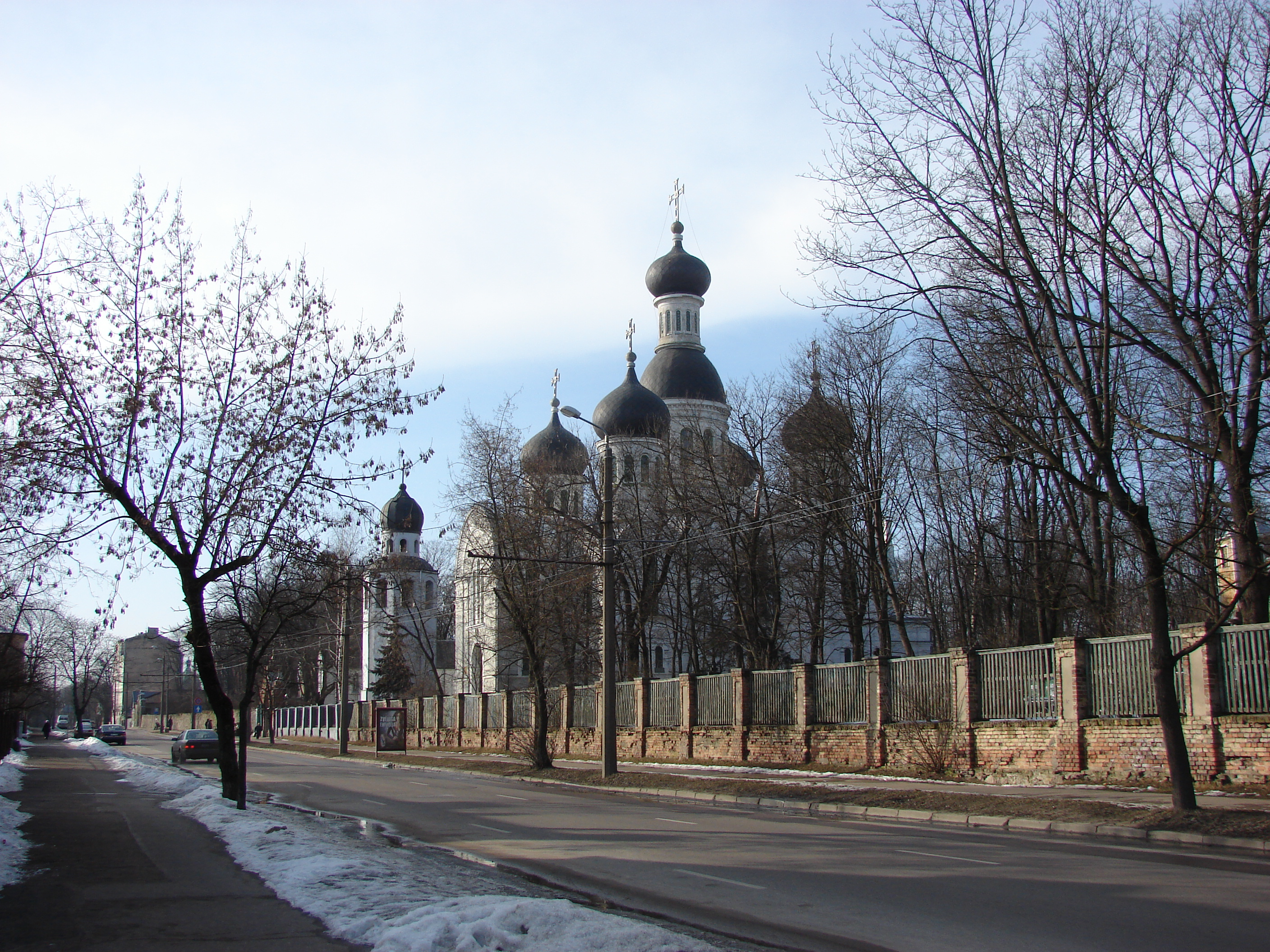
Православная церковь. Ул. Кална 21
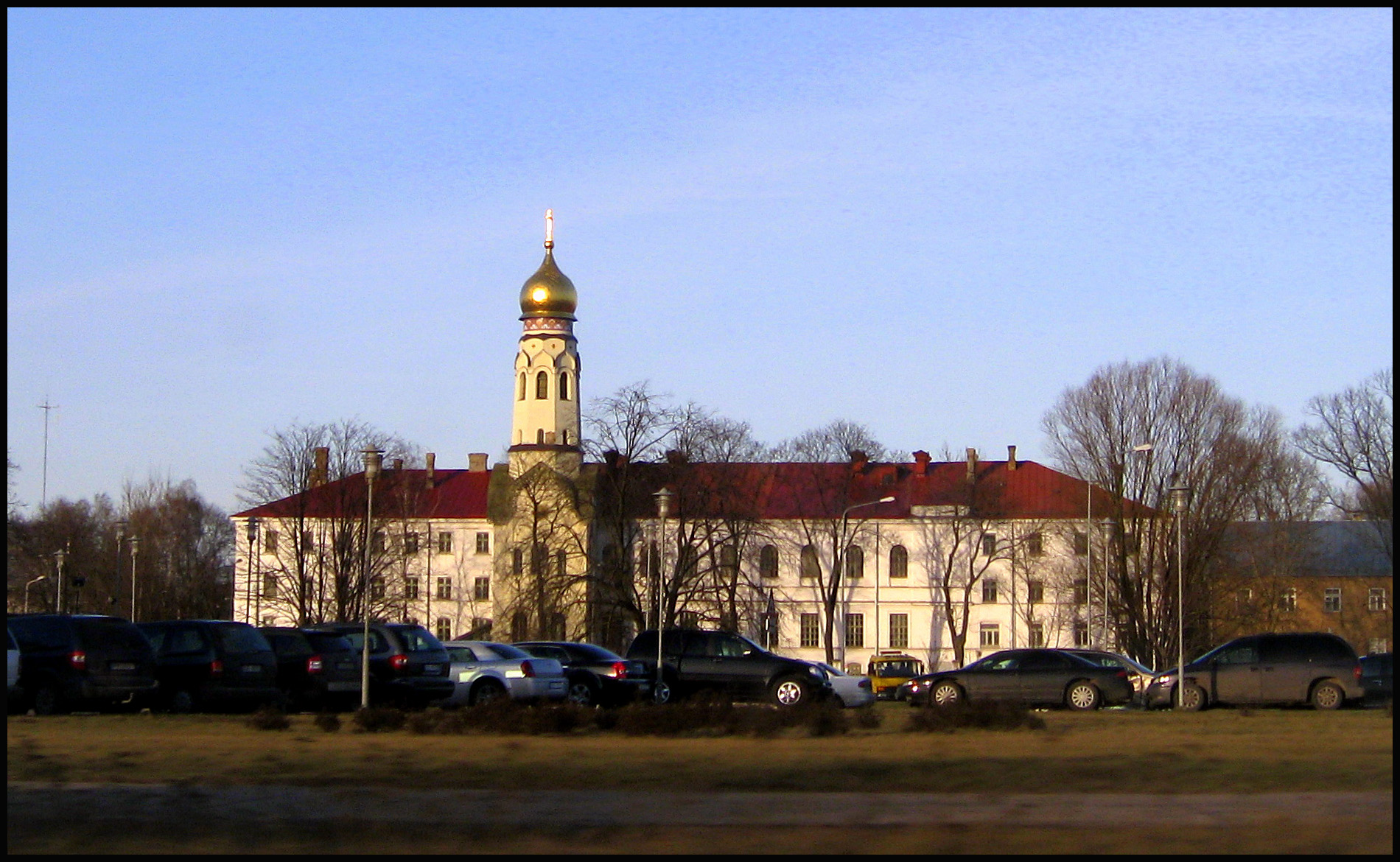
Храм Рижской Гребенщиковской старообрядческой общины.
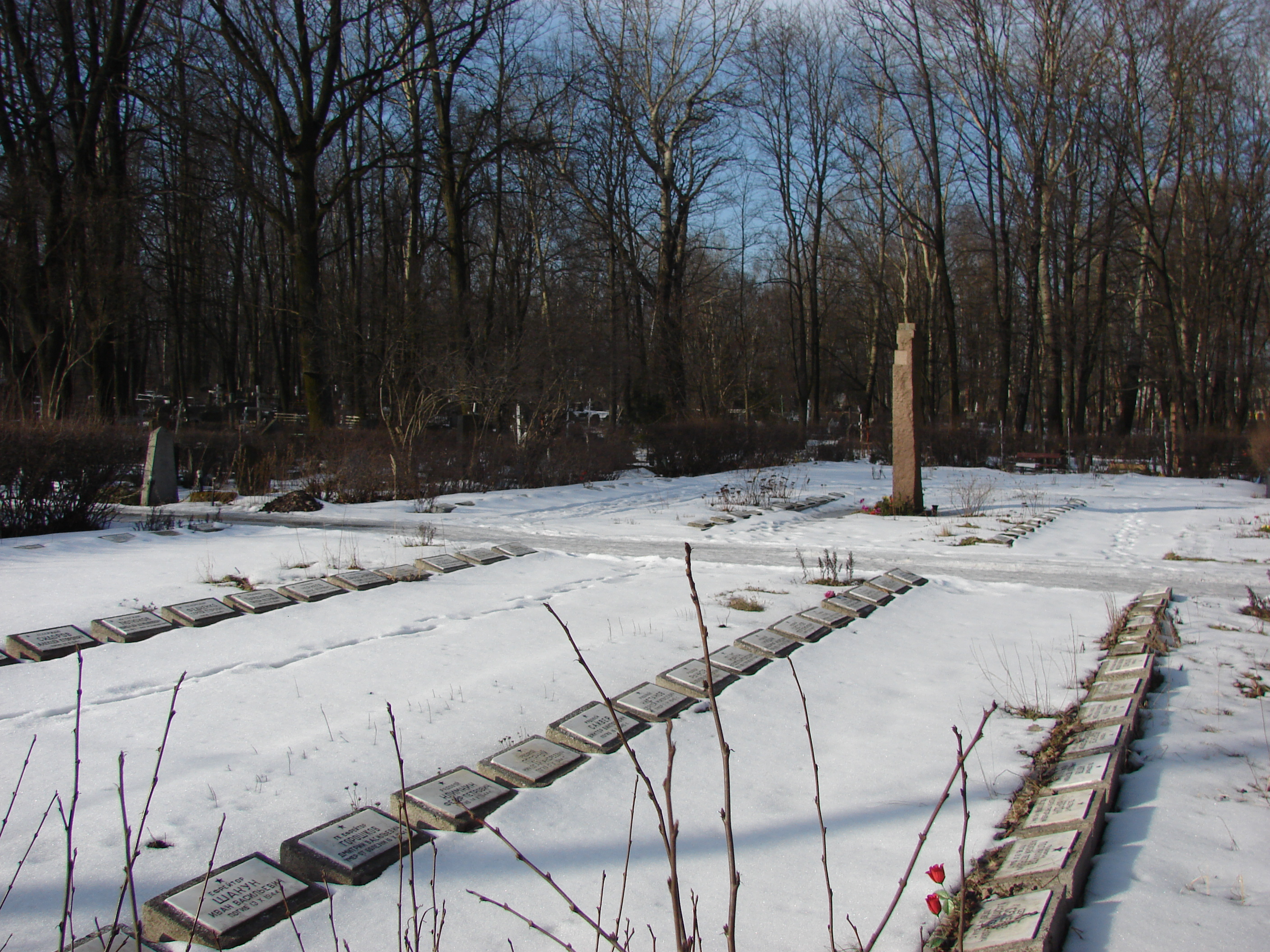
Могилы солдат Красной Армии на Ивановском кладбище